# Seven Sisters (Sussex)

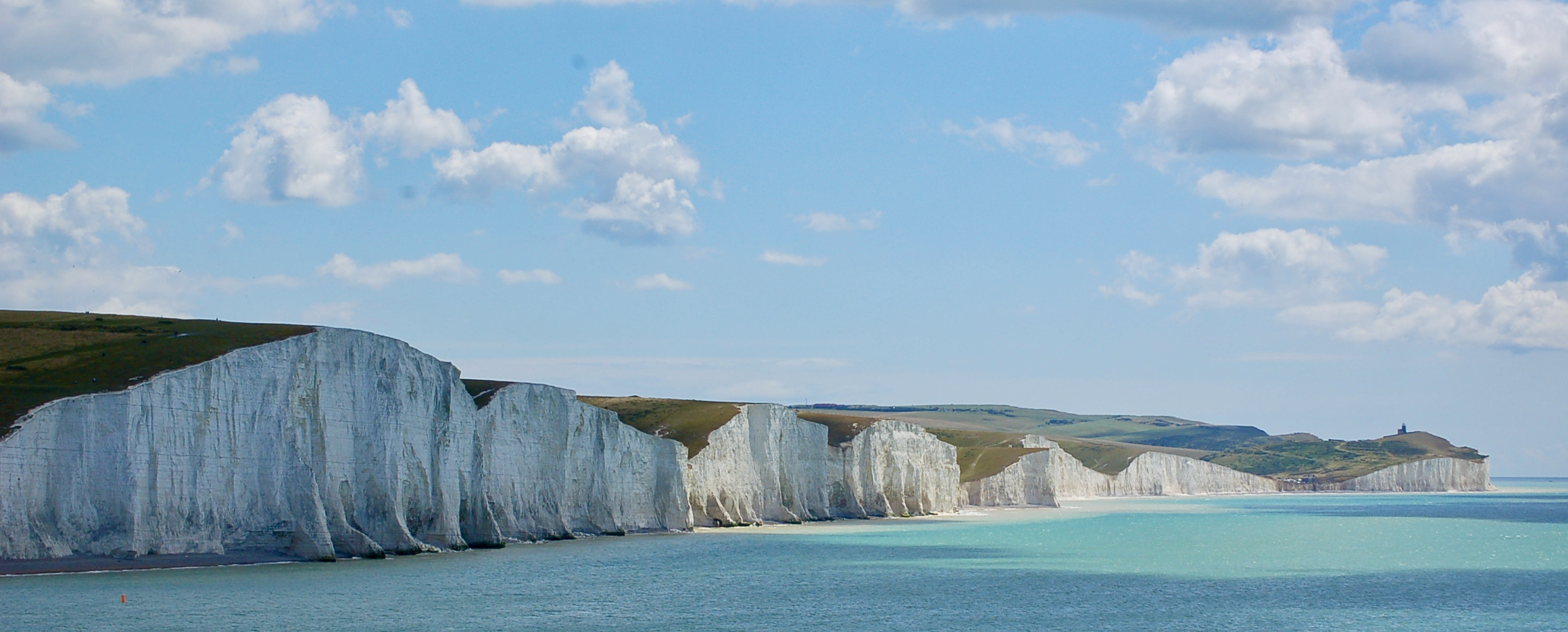
Die Seven Sisters von Westen

Als die Sieben Schwestern (englisch Seven Sisters) wird die Kliffküste bezeichnet, die zwischen Eastbourne und Seaford gelegen ist. Sie sind die eindrucksvollsten Klippen der South Downs in Sussex im Süden Englands. Bei den Seven Sisters handelt es sich um eine Kette aufeinander folgender Kreidefelsen der Küstenlinie.

## Name
Da es sich um acht Kuppen und sieben Senken handelt, ist strittig, ob sich der Name auf die Kuppen oder die Senken bezieht.
Laut einer Ausstellung im Besucherzentrum des National Trust bei Birling Gap ist die Bezeichnung Seven Sisters um 1600 entstanden. Erst danach hat sich durch die kontinuierliche Erosion eine weitere Klippe, die achte Schwester, gebildet. Die historische Bezeichnung ist jedoch erhalten geblieben.

## Geographie

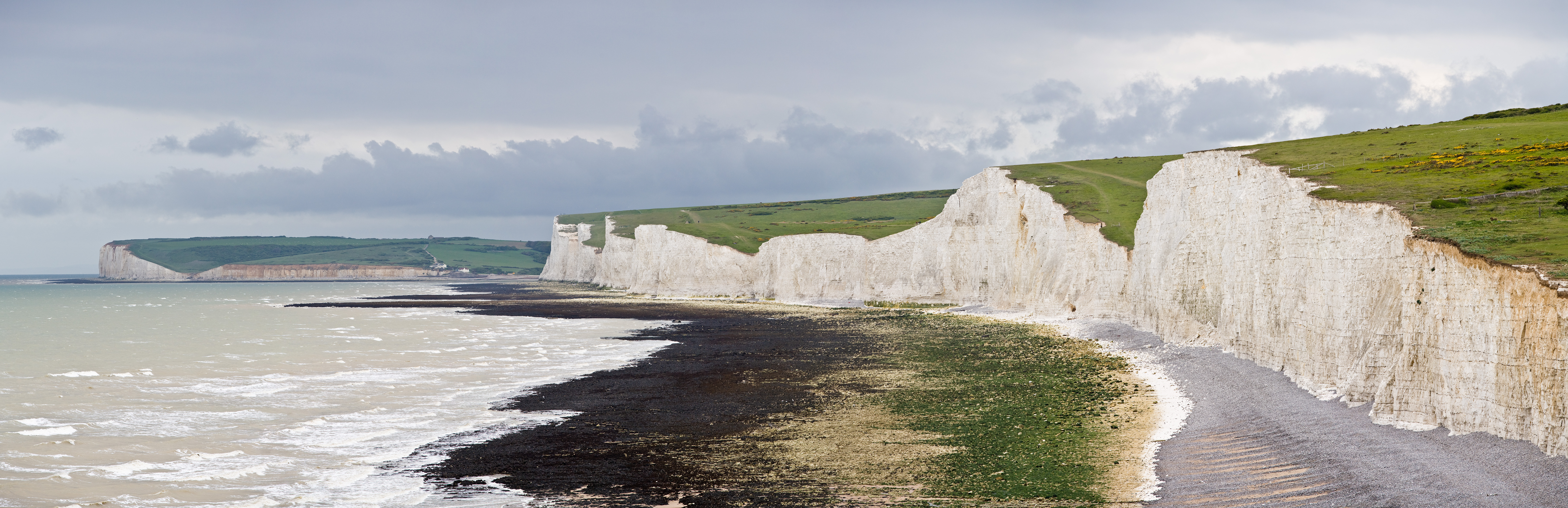
Seven Sisters von Südosten

Von Westen nach Osten, beginnend östlich von Cuckmere Haven, tragen sie die folgenden Namen, wobei die Täler dazwischen auch noch individuelle Bezeichnungen führen. In der Liste sind die Klippen fett hervorgehoben:
- Haven Brow
- Short Bottom
- Short Brow
- Limekiln Bottom
- Rough Brow
- Rough Bottom
- Brass Point
- Gap Bottom
- Flagstaff Point (übergehend in den Flagstaff Brow)
- Flagstaff Bottom
- Flat Hill
- Flathill Bottom
- Baily’s Hill
- Michel Dean
- Went Hill Brow

Östlich des letzten Felsens befindet sich das Dorf Birling Gap, das stark von der Erosion bedroht ist. Hier ist über eine vorgesetzte Treppe der Zugang zum Strand möglich. Dahinter findet sich dann der bereits landeinwärts versetzte Leuchtturm Belle Tout und anschließend der höchste Kreidefelsen in Großbritannien, der Beachy Head (162 m hoch), unterhalb dessen ein Leuchtturm (44 m) steht.